# Tomasz Czechowicz
Tomasz Czechowicz (ur. 28 czerwca 1970) – polski biznesmen, inwestor private equity. Jest założycielem MCI Capital SA, jednej z najdynamiczniej rozwijających się grup typu growth/private equity w Europie Środkowej i Wschodniej. Sprawuje także funkcje w organach nadzorczych różnorodnych przedsiębiorstw w całej Europie. Czechowicz koordynuje grupę funduszy inwestycyjnych aktywną w Polsce oraz regionie Polsce oraz Europie ze szczegółnym uwzględnieniem Europy środkowej. Wspierają one w większości firmy technologiczne oraz opierające swój biznes na usługach internetowych.

## Edukacja
Czechowicz jest absolwentem Politechniki Wrocławskiej, Uniwersytetu Ekonomicznego we Wrocławiu oraz programu Executive MBA Szkoły Głównej Handlowej w Warszawie i University of Minnesota.

## Przedsięwzięcia biznesowe
Pierwsze działania biznesowe Czechowicz podejmował już w wieku kilkunastu lat – programował i produkował akcesoria komputerowe, które następnie sprzedawał na giełdzie, najpierw we Wrocławiu, a później także w Warszawie. Gdy przeniósł się do Wrocławia na studia, zaczął importować używane oraz nowe komputery do Polski – głównie marki Commodore 64. W ten sposób stał się jednym z najlepszych europejskich klientów firmy.
W 1990 roku Tomasz Czechowicz, Janusz Krasnopolski oraz Tomasz Gomułkiewicz założyli razem JTT Computer S. A. Spółka kontynuowała importowanie komputerów marki Commodore, a w 1997 roku zawarła umowę z Intelem oraz Microsoftem, co pozwoliło JTT na produkcję swoich własnych komputerów marki ADAX.
Czechowicz był prezesem spółki do roku 1998. Podczas tych ośmiu lat zmienił firmę w centrum wytwarzania i dystrybucji komputerów będące liderem w Europie Środkowej, które wygenerowało przychód na poziomie ponad 100 milionów dolarów. W wywiadzie z 2006 roku Tomasz Czechowicz powiedział, że doświadczenie, które wyniósł z JTT Computer S. A. było istotne zarówno dla niego, jak i dla jego przyszłych planów biznesowych, zaś w rozmowie z 2013 roku przyznał, że prowadzenie tej firmy było jednym z większych wyzwań biznesowych w jego życiu, które świetnie go przygotowało na następne przedsięwzięcia.
Po opuszczeniu JTT Computer S.A., w 1999 roku Czechowicz założył MCI Group, jedną z wiodących grup typu private equity w Polsce oraz w Europie. Od tej pory jest również jej partnerem zarządzającym.
MCI Capital ASI SA to fundusz private equity, którego strategia MCI skupiona jest na inwestycjach w obszarze ekspansji i wykupów („expansion and buyout”) w gospodarce cyfrowej. Preferowana wielkość inwestycji to 25–100 mln euro w pojedynczy projekt inwestycyjny. MCI posiada obecnie udziały w jedenastu spółkach portfelowych i zgodnie ze strategią inwestycyjną planuje realizować 2-3 nowe inwestycje rocznie.
Do najważniejszych zrealizowanych do tej pory inwestycji MCI należy m.in. IZettle (wykup spółki przez PayPal za 2 mld USD udziałów od udziałowców, w tym MCI), RemoteMyApp (sprzedaż udziałów na rzecz Intel Corporation), ATMan (sprzedaż udziałów na rzecz wehikułu inwestycyjnego Goldmans Sachs), WP.pl (sprzedaż całego pakietu akcji przez Orange do Grupy O2, która odsprzedała część swoich udziałów funduszowi MCI, debiut na Giełdzie Papierów Wartościowych w Warszawie – rekordowa kapitalizacja 800 mln euro), Invia (rekapitalizacja platformy e-travel z funduszem venture capital, sprzedaż do Rockaway Group za 327 mln zł), Dotcard – sprzedaż jednego z polskich liderów rynku e-płatności za 315 mln zł do inwestora strategicznego Nexi Group/Nets, Netrisk – wdrożenie strategii „buy&build” w celu zbudowania wiodącego lidera ubezpieczeniowego w Europie – rekapitalizacja z funduszem TA Associates, sprzedaż sklepu internetowego Mall.cz na rzecz Naspers oraz wyjście ze spółki medycznej Lifebrain przejętej przez Investindustrial. 

## Nagrody
1. Jeden z dziesięciu najbardziej wpływowych ludzi w europejskim internecie – tytuł przyznany przez Business Week w 2000 r.
2. Global Leader for Tomorrow[20] – tytuł przyznany przez Światowe Forum Ekonomiczne w Davos w 2001 r. za „wyjątkowe wyczucie rynku, profesjonalizm, wizję oraz efektywność biznesową”[21][22]
3. The TOP Manager of Year 2007 – tytuł przyznany przez TOP MANAGEMENT i angel.me w ramach programu “The Entrepeneur Awards of The Year”[23], za udane wdrożenie strategii rozwoju MCI Group[22]
4. Wektor 2013 – nagroda przyznawana przez Pracodawców Rzeczypospolitej Polskiej wyjątkowym ludziom ze świata kultury, nauki, biznesu oraz mediów w Polsce[24]
5. Top Polski Menedżer Roku 2015 – nagroda przyznana przez polską edycję Businessweek Bloomberg[25] za skuteczne zarządzanie, sukcesy, wytrwałość, innowacje, oraz rywalizowanie z innymi firmami nie tylko na rodzimym rynku, ale i zagranicznym
6. Lista 100 najbogatszych Polaków według Magazynu Forbes – Tomasz Czechowicz pojawił się na niej kilka razy[26], np. w 2011 (82. miejsce)[27], 2014, 2015 i 2016 (64. miejsce)[28]
7. Lista 100 najbogatszych Polaków według Magazynu Wprost – Tomasz Czechowicz pojawił się na niej kilka razy, np. w 2014 (78. miejsce)[29], 2015 (46. miejsce)[30], 2016 (66. miejsce)[31] oraz 2017 (89. miejsce)[32]
8. CEE Mergers & Acquisitions Award w kategorii „Professional” – nagroda przyznana 23 marca 2017 r. przez jury CEE M&A za dedykację, wyjątkowe wyniki oraz najlepszą obsługę klienta w regionach Europy Środkowo-Wschodniej, Europy Południowo-Wschodniej oraz Europy Północno-Wschodniej[33]
9. Nominowany oraz laureat nagród, zarówno jako on sam, jak i z ramienia MCI, w wielu kategoriach PE Diamonds – przyznawana przez Polskie Stowarzyszenie Inwestorów Kapitałowych, członka Invest Europe[34]
10. Kapitalista Roku miesięcznika Forbes 2020[35]

## Zainteresowania
Czechowicz jest zapalonym triatlonistą. Ma na swoim koncie m.in. ukończone zawody na dystansie pełnego IronMan’a: Gdynia 2021, Barcelona 2019, Emilia-Romania 2020, Panama City Beach (Floryda) 2020.
Wielokrotnie startował także w maratonach (ponad 50 razy), m.in. w Nowym Jorku (5 razy), Warszawie (5 razy), Miami (2 razy) oraz Berlinie, Londynie, Chicago, Paryżu, Tokio, Bejrucie oraz Stambule. Brał również udział w ultramaratonie „Rzeźnik” w Bieszczadach (80 km).